# Selivanoff
Selivanoff är en uradelsätt som härstammar från den Gyllene horden och Storhertigdömet Rjazans bojarer under 1400-talet.

## Ursprung och historia
Stamfadern till ätten Selivanoff är Tatar Murza Kichibey, som var en tatarisk prins i Gyllene horden. "Tatar" innebar den turkiska mongoliska stammen han tillhörde, "Murza" betyder prins och "Kichibey" är tatariska med betydelse "den lilla prinsen".
När Murza Kichibey (cirka 1380–1450) hade tjänstgjort för den mongoliska makten i Gyllene horden, flyttade han till Storhertigdömet Ryazan år 1402 och gick i tjänst hos Prins Ryazan Fyodor Olgovich. Han konverterade till den kristna tron och döptes under namnet Kichibey-Selivan. Namnet Selivan kommer från det latinska ”Silvanus” – skogensgud. Han bytte ut sina tidigare titlar och blev nu istället bojar i Storhertigdömet Ryazan. Kichibey-Selivan fick två söner, Ivan Kichibeyevich och Selivan Kichibeyevich. Från dem föddes adelsätterna Korobiny och Selivanoff.
Man lämnade in dokument den 7 februari 1686 för introduktionen av släktet till "Släktböcker över furstar och adelsmän" (Velvet-boken), och klargjorde Selivanoff’s släktforskning. Selivanoffätten ingår i VI-delen (pelarens adelsfamiljer) av släktböckerna från Ryazan. De har beviljats examensbevis för ärftlig ädel värdighet, för bärare av efternamnet ”Selivanoff”
Efter oktoberrevolutionen 1917 avskaffade den nya sovjetregeringen alla adelsklasser och många familjemedlemmar flydde till Finland och senare under 1900-talet till Sverige.

## Selivanoffs jaktintresse
Mikhail Ivanovich Selivanoff föddes år 1688 som son till tjänstemannen Ivan Pavelovich Selivanoff. Redan som 16-åring Mikhail blev soldat i Preobrazhensky-regementet och 12 år senare befordrades han till sergeant. År 1726 tog den då 38-åriga sergeanten på sig rollen som Jägmästare och ägnade en stor del av sin tid åt den kejserliga jakten tillsammans med Tsarrysslands härskare Peter II.
Mikhail Ivanovich Selivanoff var han en stor kännare av hundjakt. Under de korta åren av Peter II:s regering kom hundjakt i förgrunden, och efter hans död hade den kungliga kenneln 243 hundar, varav 50 vinthundar och 128 ryska hundar, även 224 hästar och 12 kameler (kamelerna användes främst för jaktresor).
Mikhail Ivanovich Selivanoffs äldste son tjänade som ordförande hos kejsaren i Zarajsk-distriktet och hade ett stort intresse för jakt med Greyhound. Hans barnbarn Vasily Pavelovich Selivanoff (1772–1856) var ledare för adeln i Zarajsk-distriktet och ägnade större delen av sitt liv åt hundjakt och trädgårdsskötsel. Även hans barn och barnbarn ärvde hans fritidsintressen.

## Släkten Selivanoffs vapensköld (blasonering)
Skölden är horisontellt uppdelad i två delar, varav i det övre fältet är ett blått fält med två silvermånar och över dem omringad av ett silvermoln ett rött kors. I den nedre delen i ett gyllene fält, uppdelat i två, är på vänster sida en krigare i rustning som håller ett spjut i sin vänstra hand, och på höger sida en ryttare med ett upphöjt svärd som galopperar åt vänster. Skölden kröns med en hjälm och en krona med tre strutsfjädrar. Hjälmtäcket är blått, täckt med guld. Sköldhållare: två asiater med pilbågar.